# مسعود زارع
مسعود زارع (25 أغسطس 1981 بطهران في إيران - ) هو لاعب كرة قدم إيراني في مركز الدفاع. لعب مع نادي برسبوليس ونادي بيكان ونادي داماش غيلان ونادي صبا قم ونادي مس كرمان.

## وصلات خارجية
- مسعود زارع على موقع قاعدة بيانات كرة القدم.إي يو (الإنجليزية)
- مسعود زارع على موقع Soccerway.com (الإنجليزية)